# تطور الأفكار في الفيزياء
«تطور الأفكار في الفيزياء من المفاهيم الأولية إلى نظريتي النسبية والكم» هو كتاب من تأليف ألبرت أينشتين وليوبولد إنفلد، صدرت ترجمته إلى العربية عن دار طلاس بتعريب الدكتور أدهم السمان.

## محتوى الكتاب
ينقسم الكتاب إلى مقدمة وأربعة فصول:
- الفصل الأول : نشوء الصورة الميكانيكية؛
- الفصل الثاني : انحسار الصورة الميكانيكية،
- الفصل الثالث : الحقل والنسبية؛
- الفصل الرابع : الكموم.